# Abraham Jacobi
Abraham Jacobi (6. maj 1830 – 10. juli 1919) var en tysk børnelæge, som regnes som pædiatriens far. Han åbnede den første børneklinik i USA.
Jacobi blev født i Hartum i Westfalen og fuldførte studiet i medicin ved universitetet i Bonn i 1851. Han sluttede sig kort efter til den revolutionære bevægelse og blev dømt for forræderi og fængslet, før han flygtede i 1853. Han rejste til England og videre til New York.
Fra 1861 var han professor i børnesygdomme ved New York Medical College, og fra 1867 til 1870 ledede han det medicinske fakultet ved universitetet i New York. Han underviste ved Columbia-universitetet fra 1870 til 1902.
Jacobi deltog i grundlæggelsen af American Journal of Obstetrics. 
Hans kone, Mary Putnam Jacobi, var også læge. Hun var den første kvindelige student ved L'École de Médecine i Paris.
Jacobi var en ven af Carl Schurz.